# جيمس براون (لاعب كرة قدم)
جيمس براون (بالإنجليزية: James Brown) (1 يناير 1902 في المملكة المتحدة - 1 يناير 1965) هو لاعب كرة قدم بريطاني (وحمل سابقاً جنسية المملكة المتحدة لبريطانيا العظمى وأيرلندا) في مركز حراسة المرمى. لعب مع دارلينجتون إف سى.